# Campeonato Asiático de Atletismo de 2019 - 100 m feminino
A prova dos 100 metros feminino do Campeonato Asiático de Atletismo de 2019 foi disputada entre os dias 21 e 22 de abril de 2019 no Estádio Internacional Khalifa em Doha, no Catar. 

## Recordes
Antes desta competição, os recordes mundiais e do campeonato nesta prova eram os seguintes:
|                       | Nome                     | Nacionalidade  | Tempo  | Local        | Data                  |
| --------------------- | ------------------------ | -------------- | ------ | ------------ | --------------------- |
| Recorde mundial       | Florence Griffith Joyner | Estados Unidos | 10s 49 | Indianápolis | 16 de julho de 1988   |
| Recorde do campeonato | Susanthika Jayasingh     | Sri Lanka      | 11s 19 | Amã          | 26 de julho de 2007   |
| Recorde asiático      | Li Xuemei                | China          | 10s 79 | Xangai       | 18 de outubro de 1997 |

Os seguintes recordes foram estabelecidos durante esta competição:
| Data        | Evento | Atleta         | Nacionalidade | Tempo  | Notas                 |
| ----------- | ------ | -------------- | ------------- | ------ | --------------------- |
| 22 de abril | Final  | Olga Safronova | Cazaquistão   | 11s 17 | Recorde do campeonato |

## Medalhistas
| Ouro                 | Prata                | Bronze           |
| Olga Safronova (KAZ) | Liang Xiaojing (CHN) | Wei Yongli (CHN) |

## Cronograma
Todos os horários são locais (UTC+3)
| Data        | Hora  | Evento    |
| ----------- | ----- | --------- |
| 21 de abril | 10:10 | Bateria   |
| 22 de abril | 17:30 | Semifinal |
| 22 de abril | 20:05 | Final     |

## Resultados

### Bateria
Qualificação: 4 atletas de cada bateria  (Q) mais os  4 melhores qualificados (q). 
Vento:
Bateria 1: -0.3 m/s, Bateria 2: +0.4 m/, Bateria 3: -0.2 m/s, Bateria 4: -0.1 m/s 
| Posição | Bateria | Atleta                  | Nacionalidade  | Tempo | Notas            |
| ------- | ------- | ----------------------- | -------------- | ----- | ---------------- |
| 1       | 4       | Dutee Chand             | Índia          | 11.28 | Q,               |
| 2       | 2       | Olga Safronova          | Cazaquistão    | 11.30 | Q                |
| 3       | 2       | Wei Yongli              | China          | 11.36 | Q,               |
| 4       | 3       | Liang Xiaojing          | China          | 11.37 | Q                |
| 5       | 1       | Nigina Sharipova        | Uzbequistão    | 11.47 | Q                |
| 6       | 1       | Iman Essa Jassim        | Bahrein        | 11.50 | Q,               |
| 7       | 4       | Anna Bulanova           | Quirguistão    | 11.55 | Q,               |
| 8       | 2       | Veronica Shanti Pereira | Singapura      | 11.58 | Q,               |
| 9       | 2       | Lam On Ki               | Hong Kong      | 11.62 | q,               |
| 10      | 1       | Lê Tú Chinh             | Vietname       | 11.67 | Q                |
| 11      | 3       | Kristina Marie Knott    | Filipinas      | 11.70 | Q                |
| 12      | 3       | Supawan Thipat          | Tailândia      | 11.73 | Q,               |
| 13      | 1       | Aziza Sbaity            | Líbano         | 11.78 | q,               |
| 14      | 1       | On-Uma Chattha          | Tailândia      | 11.79 | q,               |
| 15      | 4       | Hajar Al-Khaldi         | Bahrein        | 11.81 | Q,               |
| 16      | 1       | Chisato Fukushima       | Japão          | 11.92 | q                |
| 17      | 3       | Hu Chia-chen            | Taipé Chinesa  | 11.94 |                  |
| 18      | 4       | Rima Kashafutdinova     | Cazaquistão    | 11.95 |                  |
| 19      | 1       | Asra Sahibe             | Paquistão      | 12.04 |                  |
| 20      | 3       | Valentina Meredova      | Turquemenistão | 12.06 |                  |
| 21      | 2       | Mudhawi Al-Shammari     | Kuwait         | 12.34 | Recorde nacional |
| 22      | 3       | Ola Baajour             | Líbano         | 12.39 |                  |
| 24      | 4       | Silina Phay Aphay       | Laos           | 12.52 |                  |
| 25      | 4       | Shirin Akter            | Bangladesh     | 12.72 |                  |
| 26      | 2       | Shohagi Akter           | Bangladesh     | 12.78 |                  |
| 27      | 3       | Dima Daralshikh         | Palestina      | 13.60 |                  |

### Semifinal
Qualificação: 3 atletas de cada bateria  (Q) mais os  2 melhores qualificados (q).
Vento:
Bateria 1: +1.3 m/s, Bateria 2: +1.4 m/s
| Posição | Bateria | Atleta                  | Nacionalidade | Tempo | Notas            |
| ------- | ------- | ----------------------- | ------------- | ----- | ---------------- |
| 1       | 1       | Olga Safronova          | Cazaquistão   | 11.21 | Q,               |
| 2       | 1       | Liang Xiaojing          | China         | 11.26 | Q, =             |
| 2       | 2       | Dutee Chand             | Índia         | 11.26 | Q,               |
| 4       | 1       | Iman Essa Jassim        | Bahrein       | 11.41 | Q,               |
| 5       | 2       | Wei Yongli              | China         | 11.47 | Q                |
| 6       | 2       | Nigina Sharipova        | Uzbequistão   | 11.49 | Q                |
| 7       | 1       | Anna Bulanova           | Quirguistão   | 11.58 | q                |
| 8       | 1       | Supawan Thipat          | Tailândia     | 11.66 | q,               |
| 9       | 2       | Lam On Ki               | Hong Kong     | 11.69 |                  |
| 10      | 1       | Lê Tú Chinh             | Vietname      | 11.69 |                  |
| 11      | 2       | Veronica Shanti Pereira | Singapura     | 11.71 |                  |
| 12      | 1       | Aziza Sbaity            | Líbano        | 11.73 | Recorde nacional |
| 13      | 2       | Kristina Marie Knott    | Filipinas     | 11.77 |                  |
| 14      | 2       | Hajar Al-Khaldi         | Bahrein       | 11.82 |                  |
| 15      | 2       | On-Uma Chattha          | Tailândia     | 11.85 |                  |
| 16      | 1       | Chisato Fukushima       | Japão         | 12.02 |                  |

### Final
Vento: +1.8 m/s
| Posição           | Raia | Atleta           | Nacionalidade | Tempo | Notas                |
| ----------------- | ---- | ---------------- | ------------- | ----- | -------------------- |
| Medalha de ouro   | 7    | Olga Safronova   | Cazaquistão   | 11.17 | ,                    |
| Medalha de prata  | 4    | Liang Xiaojing   | China         | 11.28 |                      |
| Medalha de bronze | 6    | Wei Yongli       | China         | 11.37 |                      |
| 4                 | 9    | Nigina Sharipova | Uzbequistão   | 11.41 | Recorde da temporada |
| 5                 | 5    | Dutee Chand      | Índia         | 11.44 |                      |
| 6                 | 8    | Iman Essa Jassim | Bahrein       | 11.55 |                      |
| 7                 | 2    | Anna Bulanova    | Quirguistão   | 11.61 |                      |
| 8                 | 3    | Supawan Thipat   | Tailândia     | 11.64 | Recorde pessoal      |

Legenda
| Recorde mundial       | Recorde mundial (World record)               |                       | Recorde africano                      | Recorde africano (African) |                                           | Q | Classificado por posição (Qualified) |
| Recorde do campeonato | Recorde do campeonato (Championship record)  | Recorde da América    | Recorde da América (Americas)         | q                          | Classificado por melhor tempo (Qualified) |   |                                      |
| Melhor marca do ano   | Melhor marca do ano (World leading)          | Recorde asiático      | Recorde asiático (Asian)              | DNS                        | Não largou (Did not start)                |   |                                      |
| Recorde nacional      | Recorde nacional (National record)           | Recorde europeu       | Recorde europeu (European)            | DNF                        | Não terminou (Did not finish)             |   |                                      |
| Recorde pessoal       | Recorde pessoal do atleta (Personal best)    | Recorde da Oceania    | Recorde da Oceania (Oceania)          | DSQ / DQ                   | Desclassificado (Disqualified)            |   |                                      |
| Recorde da temporada  | Recorde da temporada do atleta (Season best) | Recorde sul-americano | Recorde sul-americano (South America) | NM                         | Sem marca (No mark)                       |   |                                      |